# Halton (Buckinghamshire)
Halton es una localidad situada en el condado de Buckinghamshire, en Inglaterra (Reino Unido), con una población estimada a mediados de 2016 de 865 habitantes.
Se encuentra ubicada al norte de la región del Sudeste de Inglaterra, cerca de la frontera con las regiones del Este de Inglaterra y de las Tierras Medias de Inglaterra, al sur de Milton Keynes y al noroeste de Londres.